# Kolozsváry Lajos
Kolozsváry Lajos (Pest, 1871. március 1. – 1937. január 1.) magyar-osztrák festő.

## Életpályája
1886–1890 között Christian Ludwig Griepenkerl Bécsi Képzőművészeti Akadémiáján tanult. 1890–1893 között August Eisenmengernél tanult ugyanitt. Tanulmányai után először Bécsben, majd Budapesten festett.
Leggyakrabban zsidókat és rabbikat festett.

## Kiállításai

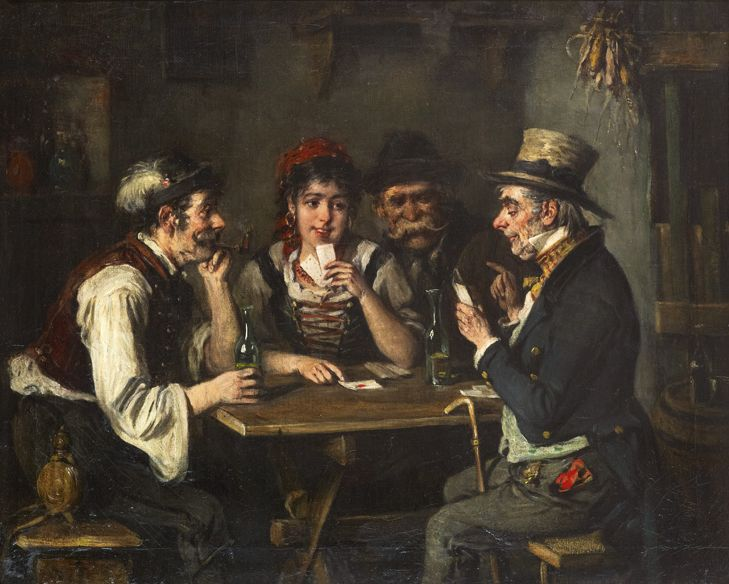
Kártyázók

- 1891 Budapest, Műcsarnok

## Festményei
- Az unoka meséje
- Férfi portré
- Halász
- Tudós pap

## Galéria

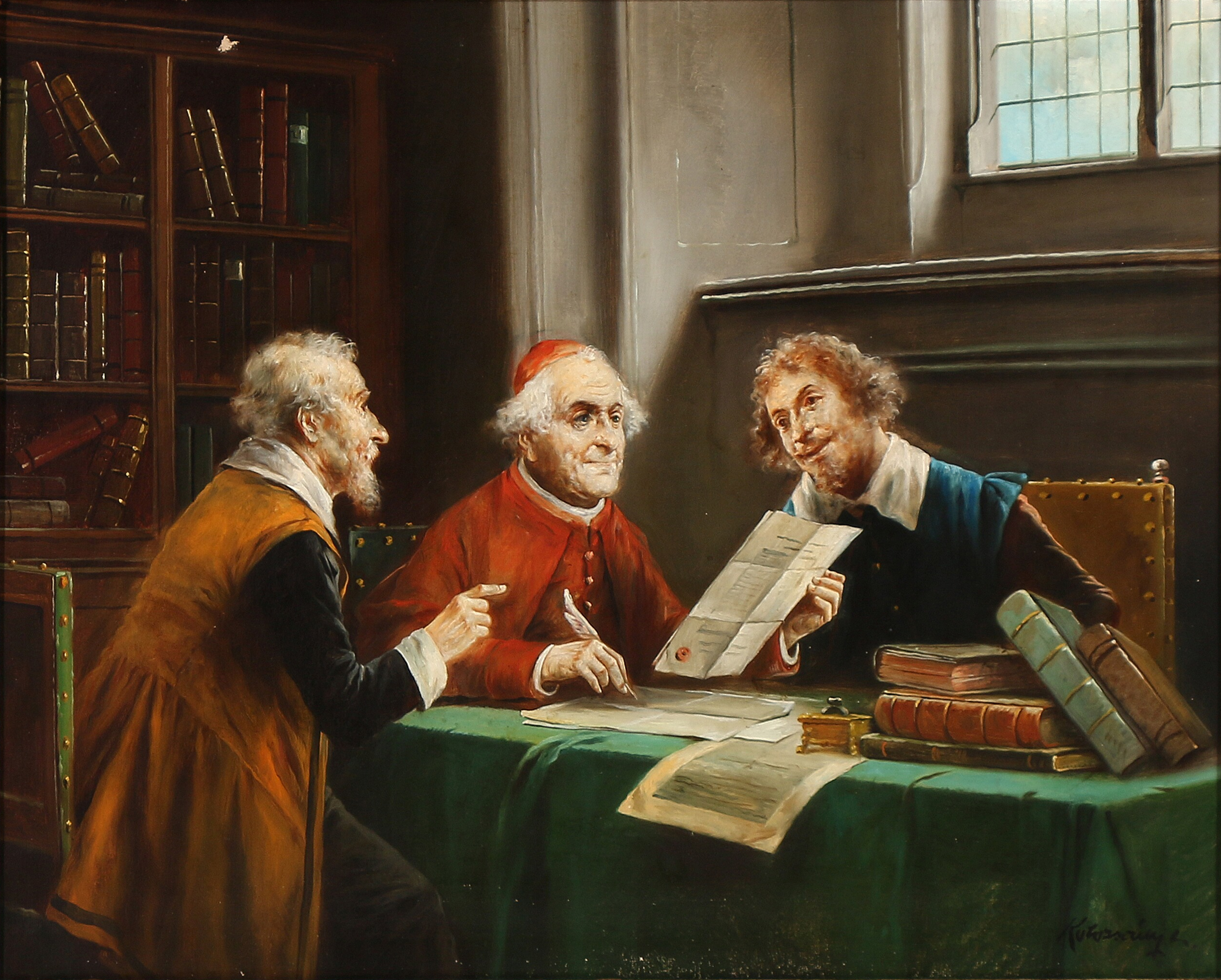
Du sinjoroj konsultantaj kardinalon
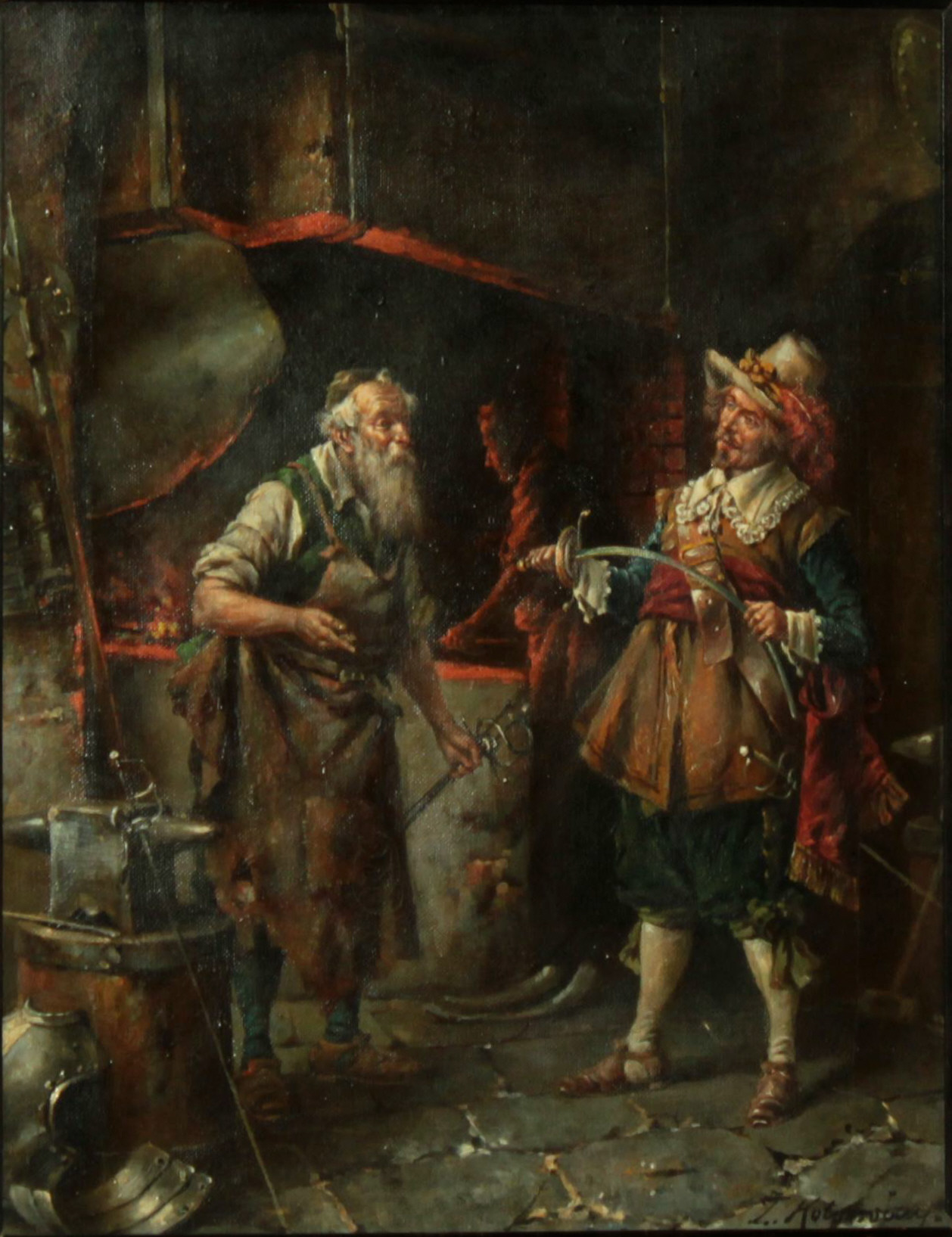
Ĉe la forĝisto
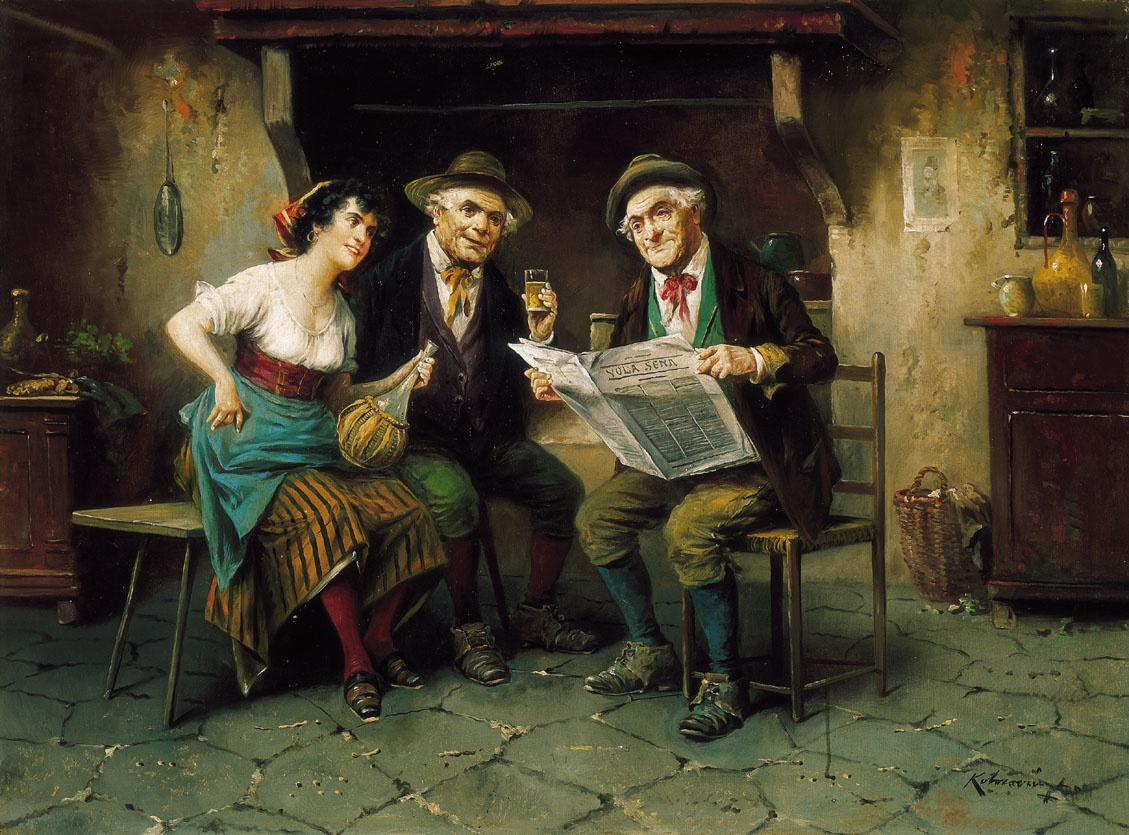
Üldögélők
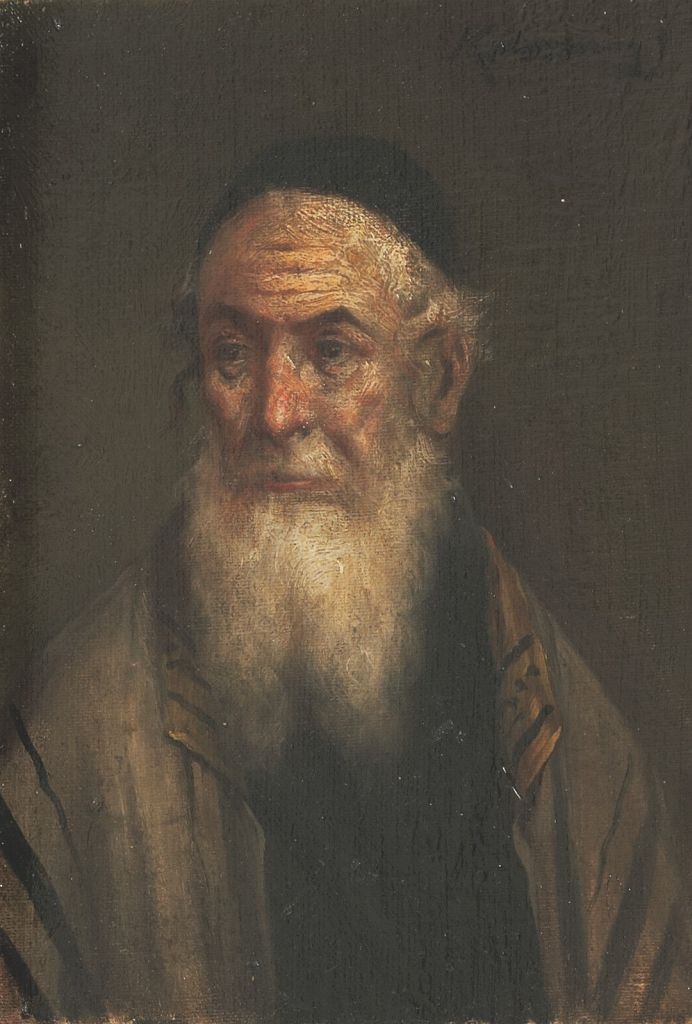
Főrabbi portré
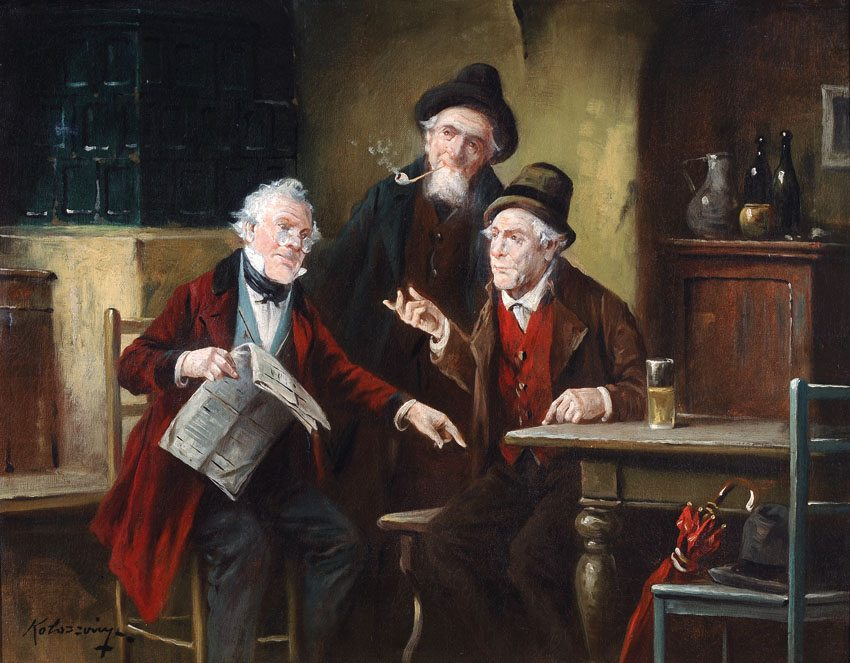
Beszélgetők

## Fordítás
- Ez a szócikk részben vagy egészben  a   Lajos Kolozsváry című eszperantó Wikipédia-szócikk ezen változatának fordításán alapul.  Az eredeti cikk szerkesztőit annak laptörténete sorolja fel. Ez a jelzés csupán a megfogalmazás eredetét és a szerzői jogokat jelzi, nem szolgál a cikkben szereplő információk forrásmegjelöléseként.